# Demografía de Tayikistán

Mapa demográfico de la región del Pamir. En verde, los tayikos.

La demografía de Tayikistán trata sobre las características demográficas de la población de Tayikistán, incluido el crecimiento de la población, la densidad de la población, el origen étnico, el nivel de educación, la salud, el estado económico, las afiliaciones religiosas y otros aspectos de la población.

## Visión general
El principal grupo étnico de Tayikistán son los tayikos, con minorías como los uzbekos y los kirguises.
Históricamente, los tayikos han sido pastores seminómadas , viviendo en tiendas y cuidando ovejas, caballos y yaks Esta tradición nómada fue dejada de lado con la modernización económica y social durante la Unuón Soviética cuando el país se modernizo y las personas se trasladaron en masa a las ciudades. Debido a que no todos en Tayikistán son tayikos étnicos, a los ciudadanos no tayikos del país se les conoce como tayikistaníes. La nacionalidad oficial de cualquier persona de Tayikistán es Tayikistaní, mientras que la mayoría étnica de los tayikos se llama a sí misma tayika.
Los tayikos contemporáneos son un pueblo iranio. En particular, descienden de los antiguos pueblos iraníes del este de Asia Central, como los sogdianos y bactrianos, con una mezcla de persas iraníes y no iraníes.
Hasta el siglo XX, las personas de la región utilizaban dos tipos de distinción para identificarse: el modo de vida, ya sea nómada o sedentario, y el lugar de residencia. A fines del siglo XIX, los pueblos tayiko y uzbeko, que habían vivido en las proximidades durante siglos y que a menudo utilizaban sus idiomas, no se percibían como dos nacionalidades distintas. Las etiquetas modernas se impusieron artificialmente cuando Asia Central se dividió en cinco repúblicas en la década de 1920.
Históricamente, Tayikistán y Uzbekistán también fueron el hogar de los judíos de Bujará, que remontan su ascendencia a las Tribus perdidas de Israel que los babilonios tomaron cautivos en el siglo VII a. C.,[cita requerida] pero casi no hay judíos de Bujará en Tayikistán.

## Estadísticas
Las siguientes estadísticas demográficas son del CIA World Factbook, a menos que se indique lo contrario.

### Grupos étnicos
- Tayikos 84.3%
- Uzbekos 13.8%
- Otros 2% (incluyen kirguises, rusos, turcomanos, tártaros, árabes)

Composición étnica según los censos de población de 1926 a 2000 (en miles)

Nota: la categoría tayicos también incluye aproximadamente 135 000 pamiris étnicos, de los cuales 65% son hablantes de shughni, 13% son rushani, 12% hablan waji, 5% son bartangi, 3% hablan yazgulyami, 1,5% hablan khufi y 0,8 % son hablantes de ishkashimi. Además hay 5 000 hablantes de yagnobi. Según el censo de 2000, excluyendo a las personas cuyos idiomas nativos son pamiri o yagnobi, los tayikos representan el 77,6% de la población.
| Grupo étnico | censo de 19261 | censo de 19261 | censo de 19392 | censo de 19392 | censo de 19593 | censo de 19593 | censo de 19704 | censo de 19704 | censo de 19795 | censo de 19795 | censo de 19896 | censo de 19896 | censo de 2000 | censo de 2000 | censo de 20108 | censo de 20108 | censo de 20228 | censo de 20228 |
| Grupo étnico | Número         | %              | Número         | %              | Número         | %              | Número         | %              | Número         | %              | Número         | %              | Número        | %             | Número         | %              |                |                |
| --- | -------------- | -------------- | -------------- | -------------- | -------------- | -------------- | -------------- | -------------- | -------------- | -------------- | -------------- | -------------- | ------------- | ------------- | -------------- | -------------- | -------------- | -------------- |
| Tayikos | 617,125        | 74.6           | 883,966        | 59.5           | 1,051,164      | 53.1           | 1,629,920      | 56.2           | 2,237,048      | 58.8           | 3,172,420      | 62.3           | 4,898,400     | 79.9          | 6,373,834      | 84.3           | 8.314.700      | 86.1           |
| Yagnobi | 1,829          | 0.2            | 883,966        | 59.5           | 1,051,164      | 53.1           | 1,629,920      | 56.2           | 2,237,048      | 58.8           | 3,172,420      | 62.3           | 4,898,400     | 79.9          | 6,373,834      | 84.3           | 8.314.700      | 86.1           |
| Uzbekos | 175,627        | 21.2           | 353,478        | 23.8           | 454,433        | 23.0           | 665,662        | 23.0           | 873,199        | 22.9           | 1,197,841      | 23.5           | 1,012,5007    | 16.5          | 1,046,6479     | 13.8           | 1.091.200      | 11.3           |
| Kirguises | 11,410         | 1.4            | 27,968         | 1.9            | 25,635         | 1.3            | 35,485         | 1.2            | 48,376         | 1.3            | 63,832         | 1.3            | 65,500        | 1.1           | 60,715         | 0.8            | 38.600         | 0.4            |
| Rusos | 5,638          | 0.7            | 134,916        | 9.1            | 262,610        | 13.3           | 344,109        | 11.9           | 395,089        | 10.4           | 388,481        | 7.6            | 68,200        | 1.1           | 34,838         | 0.5            | 28.000         | 0.3            |
| Turcomanos | 4,148          | 0.5            | 4,040          | 0.3            | 7,115          | 0.4            | 11,043         | 0.4            | 13,991         | 0.4            | 20,487         | 0.4            | 20,300        | 0.3           | 15,171         | 0.2            | 183,500        | 1.9            |
| Tártaros | 950            | 0.1            | 18,296         | 1.2            | 56,893         | 2.9            | 70,803         | 2.4            | 79,529         | 2.1            | 79,442         | 1.6            | 19,000        | 0.3           | 6,495          | 0.1            | 183,500        | 1.9            |
| Árabes | 3,260          | 0.4            | 2,290          | 0.2            | 1,297          | 0.1            | 248            | 0.0            | 176            | 0.0            | 276            | 0.0            | 14,500        | 0.2           | 4,184          | 0.1            | 183,500        | 1.9            |
| Otros | 7,180          | 0.9            | 60,137         | 4.0            | 120,750        | 6.1            | 142,332        | 4.9            | 158,812        | 4.2            | 169,824        | 3.3            | 29,100        | 0.5           | 22,618         | 0.3            | 183,500        | 1.9            |
| Total | 827,167        | 827,167        | 1,485,091      | 1,485,091      | 1,979,897      | 1,979,897      | 2,899,602      | 2,899,602      | 3,806,220      | 3,806,220      | 5,092,603      | 5,092,603      | 6,127,500     | 6,127,500     | 7,564,502      | 7,564,502      |                |                |
| 1 Fuente: . 2 Fuente: . 3 Fuente: . 4 Fuente: . 5 Fuente: . 6 Fuente: 7 incluyendo 51 000 lakai, 15 100 kongrat, 4 900 katagan, 3 700 barlos y 1 100 yuz. 8 Fuente: , p. 7. 9 incluyendo 65 555 lakai, 38 078 kongrat, 7 601 katagan, 5 271 barlos y 3 798 yuz . |                |                |                |                |                |                |                |                |                |                |                |                |               |               |                |                |                |                |

### Idiomas
Varios dialectos del persa (dialectos del persa de Asia Central) se hablan en Tayikistán y es su idioma oficial (oficialmente conocido como tayiko). El ruso es ampliamente utilizado tanto en el gobierno como en los negocios. Las diferentes minorías étnicas hablan diferentes idiomas, por ejemplo los turcomanos, uzbekos, kirguises y khowar. En la Provincia Autónoma de Gorno-Badakhshan, se hablan shughni y otras lenguas pamir. En el valle norteño de Yaghnob, la lengua yaghnobi todavía se habla.

### Religión

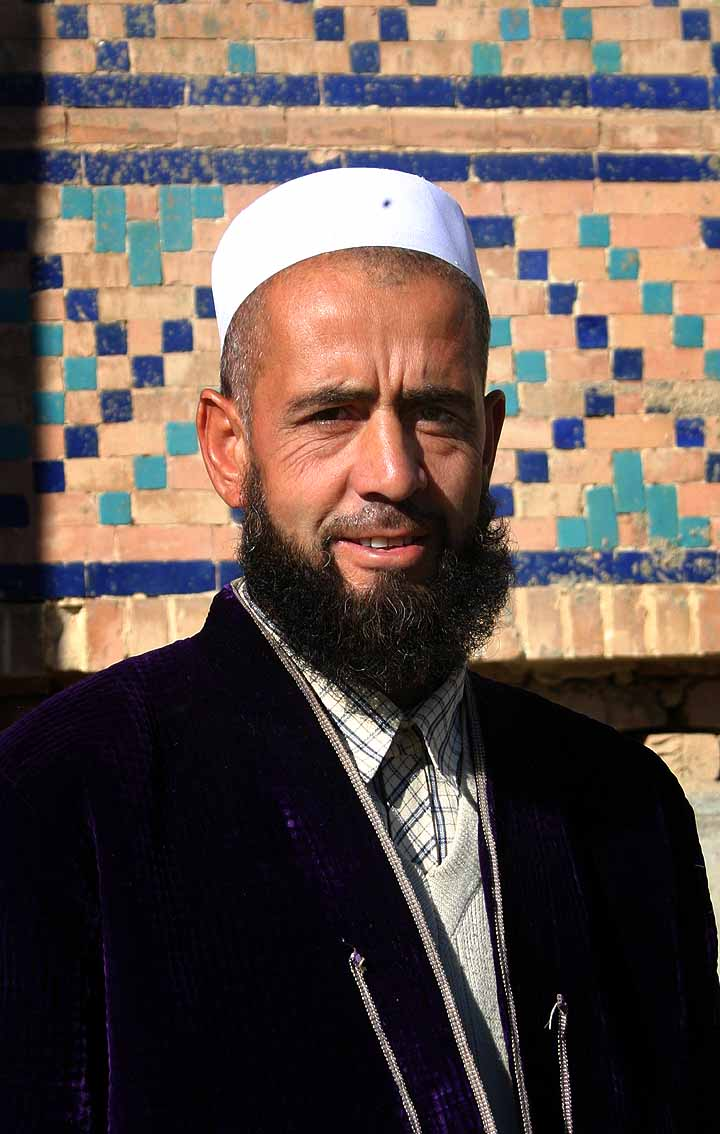
Un erudito religioso de Tayikistán. (2005)

- Islam suní 95%
- Islam chií 3%
- Otros 2%

## Estadísticas de vida

### Estimaciones de la ONU[9]
| Periodo | Nacimientos al año | Muertes al año | Variación natural al año | CBR1 | CDR1 | NC1  | TFR1 | IMR1  |
| --- | ------------------ | -------------- | ------------------------ | ---- | ---- | ---- | ---- | ----- |
| 1950-1955 | 74 000             | 20 000         | 54 000                   | 44.7 | 12.2 | 32.5 | 6.00 | 160.0 |
| 1955-1960 | 89 000             | 26 000         | 63 000                   | 46.1 | 13.4 | 32.7 | 6.20 | 151.1 |
| 1960-1965 | 111 000            | 30 000         | 81 000                   | 48.5 | 13.1 | 35.3 | 6.30 | 142.3 |
| 1965-1970 | 110 000            | 30 000         | 80 000                   | 40.5 | 11.1 | 29.4 | 6.72 | 133.4 |
| 1970-1975 | 127 000            | 30 000         | 97 000                   | 39.7 | 9.4  | 30.3 | 6.83 | 124.6 |
| 1975-1980 | 138 000            | 33 000         | 105 000                  | 37.2 | 8.9  | 28.4 | 5.90 | 115.7 |
| 1980-1985 | 164 000            | 34 000         | 130 000                  | 38.6 | 8.0  | 30.6 | 5.54 | 106.9 |
| 1985-1990 | 198 000            | 34 000         | 164 000                  | 40.2 | 7.0  | 33.2 | 5.41 | 98.0  |
| 1990-1995 | 206 000            | 52 000         | 154 000                  | 37.2 | 9.4  | 27.7 | 4.88 | 88.2  |
| 1995-2000 | 195 000            | 49 000         | 146 000                  | 32.7 | 8.2  | 24.5 | 4.29 | 79.6  |
| 2000-2005 | 185 000            | 45 000         | 140 000                  | 29.4 | 7.1  | 22.2 | 3.81 | 63.0  |
| 2005-2010 | 187 000            | 43 000         | 144 000                  | 28.1 | 6.4  | 21.6 | 3.45 | 56.0  |
| 1 CBR = tasa bruta de natalidad (por 1000); CDR = tasa bruta de mortalidad (por 1000); NC = variación natural (por 1000); TFR = tasa global de fecundidad (número de hijos por mujer); IMR = tasa de mortalidad infantil por 1000 nacimientos |                    |                |                          |      |      |      |      |       |

### Nacimientos y muertes[10][11]
|      | Población media (x 1000) | Nacimientos vivos en miles | Muertos en miles | Variación natural | Tasa bruta de natalidad (por 1000) | Tasa bruta de mortalidad (por 1000) | Variación natural (por 1000) | TFR  |
| ---- | ------------------------ | -------------------------- | ---------------- | ----------------- | ---------------------------------- | ----------------------------------- | ---------------------------- | ---- |
| 1950 | 1531,7                   | 46,571                     | 12,543           | 34,028            | 30.4                               | 8.2                                 | 22.2                         |      |
| 1951 | 1586,8                   | 48,407                     | 12,384           | 36,023            | 30.5                               | 7.8                                 | 22.7                         |      |
| 1952 | 1642,5                   | 54,931                     | 12,562           | 42,369            | 33.4                               | 7.6                                 | 25.8                         |      |
| 1953 | 1685,8                   | 54,697                     | 14,530           | 40,167            | 32.4                               | 8.6                                 | 23.8                         |      |
| 1954 | 1731,7                   | 56,946                     | 13,045           | 43,901            | 32.9                               | 7.5                                 | 25.4                         |      |
| 1955 | 1782,8                   | 60,335                     | 15,812           | 44,523            | 33.8                               | 8.9                                 | 25.0                         |      |
| 1956 | 1838,4                   | 62,960                     | 10,894           | 52,066            | 34.2                               | 5.9                                 | 28.3                         |      |
| 1957 | 1900,4                   | 62,966                     | 10,838           | 52,128            | 33.1                               | 5.7                                 | 27.4                         |      |
| 1958 | 1955,0                   | 56,826                     | 11,548           | 45,278            | 29.1                               | 5.9                                 | 23.2                         |      |
| 1959 | 2011,4                   | 60,978                     | 11,024           | 49,954            | 30.3                               | 5.5                                 | 24.8                         |      |
| 1960 | 2082,5                   | 69,715                     | 10,670           | 59,045            | 33.5                               | 5.1                                 | 28.4                         |      |
| 1961 | 2165,9                   | 73,653                     | 11,035           | 62,618            | 34.0                               | 5.1                                 | 28.9                         |      |
| 1962 | 2255,9                   | 75,909                     | 13,001           | 62,908            | 33.6                               | 5.8                                 | 27.8                         |      |
| 1963 | 2341,8                   | 80,733                     | 13,042           | 67,691            | 34.5                               | 5.6                                 | 28.9                         |      |
| 1964 | 2426,1                   | 84,300                     | 13,132           | 71,168            | 34.7                               | 5.4                                 | 29.3                         |      |
| 1965 | 2512,4                   | 92,448                     | 16,474           | 75,974            | 36.8                               | 6.6                                 | 30.2                         |      |
| 1966 | 2594,2                   | 91,825                     | 15,491           | 76,334            | 35.4                               | 6.0                                 | 29.4                         |      |
| 1967 | 2673,8                   | 93,988                     | 17,546           | 76,442            | 35.2                               | 6.6                                 | 28.6                         |      |
| 1968 | 2761,0                   | 101,462                    | 16,577           | 84,885            | 36.7                               | 6.0                                 | 30.7                         |      |
| 1969 | 2851,5                   | 98,831                     | 17,390           | 81,441            | 34.7                               | 6.1                                 | 28.6                         |      |
| 1970 | 2942,1                   | 102,201                    | 18,686           | 83,515            | 34.8                               | 6.4                                 | 28.4                         |      |
| 1971 | 3044,4                   | 111,839                    | 17,173           | 94,666            | 36.8                               | 5.7                                 | 31.1                         |      |
| 1972 | 3148,2                   | 111,069                    | 19,895           | 91,174            | 35.3                               | 6.3                                 | 29.0                         |      |
| 1973 | 3244,4                   | 115,157                    | 23,343           | 91,814            | 35.5                               | 7.2                                 | 28.3                         |      |
| 1974 | 3344,8                   | 123,338                    | 24,923           | 98,415            | 36.9                               | 7.5                                 | 29.4                         |      |
| 1975 | 3446,6                   | 127,464                    | 27,965           | 99,499            | 37.0                               | 8.1                                 | 28.9                         |      |
| 1976 | 3549,3                   | 135,243                    | 30,101           | 105,142           | 38.2                               | 8.5                                 | 29.7                         |      |
| 1977 | 3652,9                   | 132,875                    | 32,110           | 100,765           | 36.4                               | 8.8                                 | 27.6                         |      |
| 1978 | 3752,7                   | 140,622                    | 31,048           | 109,574           | 37.5                               | 8.3                                 | 29.2                         |      |
| 1979 | 3852,2                   | 145,431                    | 29,822           | 115,609           | 37.8                               | 7.7                                 | 30.1                         |      |
| 1980 | 3954,5                   | 146,422                    | 31,830           | 114,592           | 37.0                               | 8.0                                 | 29.0                         |      |
| 1981 | 4060,4                   | 155,508                    | 31,637           | 123,871           | 38.3                               | 7.8                                 | 30.5                         |      |
| 1982 | 4173,2                   | 159,571                    | 32,053           | 127,518           | 38.2                               | 7.7                                 | 30.5                         |      |
| 1983 | 4293,1                   | 164,710                    | 32,553           | 132,157           | 38.3                               | 7.6                                 | 30.7                         |      |
| 1984 | 4419,9                   | 176,197                    | 32,872           | 143,325           | 39.8                               | 7.4                                 | 32.4                         |      |
| 1985 | 4558,1                   | 182,716                    | 32,014           | 150,702           | 40.0                               | 7.0                                 | 33.0                         |      |
| 1986 | 4707,9                   | 198,647                    | 31,993           | 166,654           | 42.1                               | 6.8                                 | 35.3                         |      |
| 1987 | 4861,6                   | 204,450                    | 33,543           | 170,907           | 41.9                               | 6.9                                 | 35.0                         |      |
| 1988 | 5013,0                   | 201,864                    | 35,334           | 166,530           | 40.2                               | 7.0                                 | 33.2                         |      |
| 1989 | 5165,9                   | 200,430                    | 33,395           | 167,035           | 38.7                               | 6.5                                 | 32.3                         |      |
| 1990 | 5302,4                   | 205,813                    | 33,020           | 172,793           | 38.8                               | 6.2                                 | 32.6                         |      |
| 1991 | 5433,3                   | 212,598                    | 33,067           | 179,531           | 39.1                               | 6.1                                 | 33.0                         |      |
| 1992 | 5536,4                   | 179,534                    | 36,718           | 142,816           | 32.4                               | 6.6                                 | 25.8                         |      |
| 1993 | 5573,4                   | 186,504                    | 49,326           | 137,178           | 33.5                               | 8.9                                 | 24.6                         |      |
| 1994 | 5606,8                   | 191,596                    | 39,943           | 151,653           | 34.2                               | 7.1                                 | 27.0                         |      |
| 1995 | 5667,7                   | 193,182                    | 34,274           | 158,908           | 34.1                               | 6.0                                 | 28.0                         |      |
| 1996 | 5735,3                   | 172,341                    | 31,792           | 140,549           | 30.0                               | 5.5                                 | 24.5                         |      |
| 1997 | 5822,5                   | 178,127                    | 28,710           | 149,417           | 30.6                               | 4.9                                 | 25.7                         |      |
| 1998 | 5938,6                   | 185,733                    | 27,397           | 158,336           | 31.3                               | 4.6                                 | 26.7                         |      |
| 1999 | 6064,1                   | 180,888                    | 25,495           | 155,393           | 29.8                               | 4.2                                 | 25.6                         |      |
| 2000 | 6196,5                   | 167,246                    | 29,387           | 137,859           | 27.0                               | 4.7                                 | 22.3                         |      |
| 2001 | 6317,9                   | 171,623                    | 32,015           | 139,608           | 27.2                               | 5.1                                 | 22.1                         |      |
| 2002 | 6429,2                   | 175,599                    | 31,142           | 144,457           | 27.3                               | 4.8                                 | 22.4                         |      |
| 2003 | 6543,0                   | 177,938                    | 33,185           | 144,753           | 27.1                               | 5.1                                 | 22.0                         |      |
| 2004 | 6658,9                   | 179,563                    | 29,741           | 149,822           | 26.8                               | 4.4                                 | 22.3                         |      |
| 2005 | 6780,6                   | 180,790                    | 31,520           | 149,270           | 26.4                               | 4.6                                 | 21.8                         |      |
| 2006 | 6903,9                   | 186,463                    | 31,990           | 154,473           | 26.7                               | 4.6                                 | 22.1                         |      |
| 2007 | 7031,2                   | 200,010                    | 33,686           | 166,324           | 28.1                               | 4.7                                 | 23.3                         |      |
| 2008 | 7173,8                   | 203,332                    | 31,996           | 171,336           | 27.9                               | 4.4                                 | 23.5                         |      |
| 2009 | 7334,1                   | 199,826                    | 32,332           | 167,504           | 26.8                               | 4.3                                 | 22.5                         |      |
| 2010 | 7519,3                   | 239,805                    | 33,343           | 206,462           | 31.7                               | 4.4                                 | 27.3                         |      |
| 2011 | 7714,2                   | 224,178                    | 33,855           | 190,323           | 29.1                               | 4.4                                 | 24.7                         |      |
| 2012 | 7897,3                   | 219,281                    | 33,972           | 185,309           | 27.8                               | 4.3                                 | 23.5                         |      |
| 2013 | 8074,3                   | 209,417                    | 31,706           | 177,711           | 25.9                               | 3.9                                 | 22.0                         |      |
| 2014 | 8246.0                   | 229 460                    | 32 879           | 196 581           | 27.8                               | 4.0                                 | 23.8                         | 2.98 |
| 2015 | 8551.2                   | 237 500                    | 33 500           | 204 000           | 28.1                               | 4.0                                 | 24.1                         |      |
| 2016 | 8742.8                   | 229 998                    | 34 102           | 195 896           | 26.6                               | 3.9                                 | 22.7                         |      |

### Esperanza de vida[12]
| Periodo   | Esperanza de vida en años | Periodo   | Esperanza de vida en años |
| --------- | ------------------------- | --------- | ------------------------- |
| 1950–1955 | 53.1                      | 1985–1990 | 64.1                      |
| 1955–1960 | 55.1                      | 1990–1995 | 62.3                      |
| 1960–1965 | 57.2                      | 1995–2000 | 64.5                      |
| 1965–1970 | 59.3                      | 2000–2005 | 66.4                      |
| 1970–1975 | 60.8                      | 2005–2010 | 68.7                      |
| 1975–1980 | 62.1                      | 2010–2015 | 70.4                      |
| 1980–1985 | 63.2                      |           |                           |

### Tasa de fertilidad
Tasa de fertilidad (TFR) (Tasa de fertilidad deseada) y CBR (Tasa de natalidad bruta):
| Año  | CBR (Total) | TFR (Total) | CBR (Urbana) | TFR (Urbana) | CBR (Rural) | TFR (Rural) |
| ---- | ----------- | ----------- | ------------ | ------------ | ----------- | ----------- |
| 2012 | 33.9        | 3.8 (3.3)   | 28.9         | 3.3 (2.9)    | 35.6        | 3.9 (3.4)   |
| 2017 | 33.4        | 3.8         | 25.6         | 3.0          | 36.1        | 4.0         |